# Moon (Björk)
Moon è una canzone della cantautrice islandese Björk, estratta come quarto singolo dall'album Biophilia. La musica della canzone è stata composta in collaborazione con il produttore discografico canadese Damian Taylor. Il testo di Moon descrive le fasi lunari e l'effetto che hanno sulla Terra.

## Descrizione
La canzone Moon consta di quattro diverse sequenze suonate da quattro diverse arpiste: Zeena Parkins, Shelley Burgon, Sara Cutler, Carol Emanuel. Queste sequenze si ripetono per tutta la canzone, alla stregua di cicli lunari. Il testo della canzone richiama il tema della rinascita e fa riferimento alla mitologia, indicando la Luna come "perle adrenalina messe nella bocca degli dei". A proposito della canzone, Björk ha spiegato: "Con ogni nuova luna completiamo cicli, al termine dei quali abbiamo la possibilità di rinnovamento, per correre rischi, per connetterci alle altre persone, per amare, per dare. Il simbolismo della luna, come il regno di immaginazione, malinconia e rigenerazione è espresso nella canzone".

## Videoclip
Il video musicale di Moon è stato diretto da Björk, gli M/M Paris, Inez & Vinoodh e James Merry, e registrato durante le sessioni fotografiche per Biophilia. Björk canta la canzone tenendo un cristallo di colore arancione in mano. Le copertine di tutti i singoli di Biophilia, nonché le stesse immagini del booklet dell'album, sono fotogrammi del videoclip di Moon. Durante il video, immagini della luna nelle sue fasi e della app della canzone si sovrappongono alla cantante.

## L'app
Come ogni traccia di Biophilia, Moon può essere acquistata online anche sotto forma di app per iPhone o iPad. La app di Moon è stata realizzata dal programmatore americano, allora diciottenne, Max Weisel. Consiste in un sequencer musicale composto da diciassette lune: cambiando la posizione delle lune, si decide a quale nota musicale la luna corrisponde, in modo da creare una nuova melodia, che può essere cantata dalla voce di Björk. L'app permette di eseguire anche la canzone Moon stessa.

## Tracce
iTunes single
1. Moon – 5:40